# Tyske kanslere
Lederen af den tyske centralregering er traditionelt blevet kaldt kansler (Kanzler). Det formelle navn er i dag forbundskansler (Bundeskanzler), fra 1871-1945 var det rigskansler (Reichskanzler).

## Liste over tyske kanslere

### Det tyske kejserrige
1871-1890 Fyrst Otto von Bismarck
1890-1894 Grev Leo von Caprivi
1894-1900 Fyrst Chlodwig zu Hohenlohe-Schillingsfürst
1900-1909 Fyrst Bernhard von Bülow
1909-1917 Theobald von Bethmann-Hollweg
1917 Georg Michaelis
1917-1918 Grev Georg von Hertling
1918 Prins Maximilian von Baden
1918 Friedrich Ebert (SPD)

### Weimarrepublikken
1919 Philipp Scheidemann (SPD)
1919-1920 Gustav Bauer (SPD)
1920 Hermann Müller (SPD)
1920-1921 Konstantin Fehrenbach (Zentrum)
1921-1922 Joseph Wirth (Zentrum)
1922-1923 Wilhelm Cuno
1923 Gustav Stresemann (DVP)
1923-1925 Wilhelm Marx (Zentrum)
1925-1926 Hans Luther
1926-1928 Wilhelm Marx (Zentrum)
1928-1930 Hermann Müller (SPD)
1930-1932 Heinrich Brüning (Zentrum)
1932 Franz von Papen
1932-1933 Kurt von Schleicher

### Tredje rige
1933-1945 Adolf Hitler
1945 Joseph Goebbels (formelt én dag mellem Hitlers og hans eget selvmord)
1945 Grev Lutz Schwerin von Krosigk

### Forbundsrepublikken
1949-1963 Konrad Adenauer (CDU)
1963-1966 Ludwig Erhard (CDU)
1966-1969 Kurt Georg Kiesinger (CDU)
1969-1974 Willy Brandt (SPD)
1974-1982 Helmut Schmidt (SPD)
1982-1998 Helmut Kohl (CDU)
1998-2005 Gerhard Schröder (SPD)
2005-2021 Angela Merkel (CDU)
2021-2025 Olaf Scholz (SPD)
2025- Friedrich Merz (CDU)